# 米国食品医薬品局による食品および栄養補助食品の規制

FDAロゴ

米国食品医薬品局による食品および栄養補助食品の規制（べいこくしょくひんいやくひんきょくによるしょくひんおよびえいようほじょしょくひんのきせい、英: Regulation of food and dietary supplements by the U.S. Food and Drug Administration）は 、米国議会によって制定され、 米国食品医薬品局 （FDA）によって解釈されるさまざまな法律に準拠するプロセス。 連邦食品医薬品化粧品法 （「法、英: Act」）とそれに付随する法令に従い、FDAは、食品として販売された物質の品質監督する権限を持ち、食品の組成と健康上の利点の両方について、ラベルに記載された主張を監視する。 
FDAが食品として規制している物質は、食品、食品添加物 、添加物質（意図的に食品に導入されていないにもかかわらず食品に含まれる人工物質）、および栄養補助食品など、さまざまなカテゴリーに分類される。 FDAが行使する特定の基準は、カテゴリごとに異なる。 さらに、FDAには、特定のカテゴリーの物質の基準違反に対処するためのさまざまな手段が付与されている。 

## 法律の歴史

### 純正食品医薬品法
1906年の純正食品薬品法（Pure Food and Drug Act）は、20世紀に連邦政府によって制定された一連の重要な消費者保護法の最初のものであり、FDAの創設につながった。 その主な目的は、異物混入または誤表示された食品および医薬品の外国および州間の往来を禁止することであり、米国化学局に、製品を検査して反則者を検察官通知（refer）するよう指示した。医薬品の包装ラベルに有効成分を記載すること、および医薬品が米国薬局方または国民医薬品集によって確立された純度レベルを下回らないようにすることが必要とされた。アプトン・シンクレアによるThe Jungleは、不衛生な食肉加工工場の重要な問題について一般の注目を集めた心に強く訴える作品で、後に純正食品薬品法を制定することとなった。 

### 連邦食品・医薬品・化粧品法
米国連邦食品・医薬品・化粧品法（Federal Food, Drug, and Cosmetic Act ; FFDCA 、 FDCA 、またはFD＆C）は、1938年に議会で可決された食品・薬・化粧品の安全性を監督する権限を米国食品医薬品局（FDA)に与える一連の法律。この法律の主な著者は、ニューヨーク出身で米国上院議員を3期務めたRoyal S. Copeland。1968年、電子製品放射線管理規定がFD＆Cに追加された。また、同年FDAは、以前に市販された薬物の有効性に関する米国科学アカデミーの調査からの勧告をFD＆C規制に組み込むために、薬効再評価（Drug Efficacy Study Implementation; DESI）を作成した。この法律は何度も改正されており、近年、 バイオテロ 対策に関する要件が追加された。 
この法の導入は、ジエチレングリコールを使用して薬物を溶解して液剤を製したスルファニルアミド薬「エリキシール・スルファニルアミド」による100人以上の患者の死亡が契機となった。連邦食品・医薬品・化粧品法は、1906年の純正食品医薬品法を置き換えた。

### 1958年の食品添加物の修正
1958年の食品添加物の修正（Food Additives Amendment）は、1938年の連邦食品・医薬品・化粧品法の、1958年修正で、新しい食品添加物の安全性に関する懸念への対応であった。 この改正は、「 一般に安全と認められる （generally recognized as safe; GRAS）」という概念を確立した。長い間使用され、その使用が広く受け入れられているという理由だけで、さらなる評価や試験なしで食品添加物として使用できる化学物質または物質を指す。この修正により、「デラニー条項」により定義された新たな食品添加物が試験の対象となった。デラニー条項は、すべての食品関連化学物質が対象で、人間または動物でがんを引き起こすことが判明した場合、それを食品添加物として使用できないと述べた改正条項。 

### 1994年の栄養補助食品健康教育法
1994年の栄養補助食品健康教育法（Dietary Supplement Health and Education Act; DSHEA）は、 栄養補助食品を定義し規制する1994年の米国連邦法 。この法律では、医薬品で必要な有効性や安全性の証拠はサプリメントの販売には必要ないこと、食品として分類されている栄養補助食品（dietary supplement）も同様であることを示している。 

## 食品
食品は、法で次のように定義されている。 
1. 人や他の動物の飲食に使用される物品
2. チューインガム
3. 上記のような品を構成する物品

最初の定義は自己参照であり、一部は食品を「食品に使用される物品」と定義し、FDAと裁判所に委ねて、食品を正確に構成するものを決定する。法の下での「薬物」の定義には、「人間または他の動物の身体の構造または機能に影響を与えることを意図した物品（ 食品以外 ）」と定義するセクションが含まれるため、この決定は特に重要となる。したがって、食品の定義は、食品の規制制度の対象を決定するだけでなく、薬物の規制制度から除外されるものを決定する際にも重要である。たとえば、1983年のNutrilab, Inc. v. Schweiker の場合、アメリカ合衆国第7巡回区控訴裁判所は、デンプン遮断薬（starch blocker)は、 インゲン豆に由来するが、法の意味では食物ではなく薬物であると認定した。 デンプン遮断薬は錠剤で販売され、「主に味、香り、または栄養価のための商品ではない」。通常は食品と見なされている製品も、製造または販売の責任者が病気の治療能力について主張する場合、医薬品として規制される場合がある FDAは現在、科学界（scientific community）で支持されていれば、疾患と戦う資質について宣伝し機能表示することができる、としている。 
米国で販売されている食品の基準は、法律の第IV章に記載されている。これらの基準は、法律に違反する食品の2つの主要な領域、つまり、不純物混入食品とブランド表示の誤った食品を定めていて、カテゴリは互いに独立している。食品は粗悪品を全く含まず、他の点では健康に摂取できても、誤ったブランド名が付けられている場合は、この法に違反する可能性がある。 同様に、完全に正確なラベルが付いている食品も、健康に害を及ぼす可能性のある警告がある場合は、不純物と見なされる場合がある。 

### 不純食品
この法律は、食品が不純食品（Adulterated food）とみなされるいくつかの状況を規定している。 記載されている主な定義では、次の場合に食品が不純食品になる。 
...それは、健康に害を及ぼす可能性のある有毒または有害な物質を生じるか含んでいる。しかし、物質が添加物質ではない場合、そのような食品中のそのような物質の量が通常健康に害を与えない場合、その食品はこの条項の下で不純食品とはみなされない。
添加物質（Added substance)は、FDAによって個別に扱われる。つまり、その物品または物質が通常健康に害を及ぼさない場合、一般に食品としての物品または物質の販売は許可される。 
食品は、「不潔な、腐敗した、または分解された物質の全体または一部で構成されている場合、またはそれ以外の場合は食品に適さない場合」 、「汚物で汚染された可能性のある、または健康を害する可能性のある不衛生な条件下で調製、梱包、または保管された」場合 、「病気の動物または屠殺以外の方法で死亡した動物」から生産された場合、有毒物質で包装されている場合 、または法で定められた放射線照射ガイドラインの範囲外で意図的に照射された場合 、不純食品とみなされる。これらの定義は独立している。つまり、「汚い」または「不衛生な条件下で保管された」食品は、たとえ所有者が健康に実際の脅威を与えないことを証明できたとしても、法律に違反し、非難の対象となる。 「さもなければ食べ物に適さない（otherwise unfit for food）」というフレーズは、包括的なもの（catch-all）のように見えるが、この項ではめったに訴えられない。 木材チップを食品として提供する販売者などの状況に適用される。 木材チップは、衛生的な条件下で安全に摂取および調製できるが、噛むことはできない。 

#### 異物混入の検査

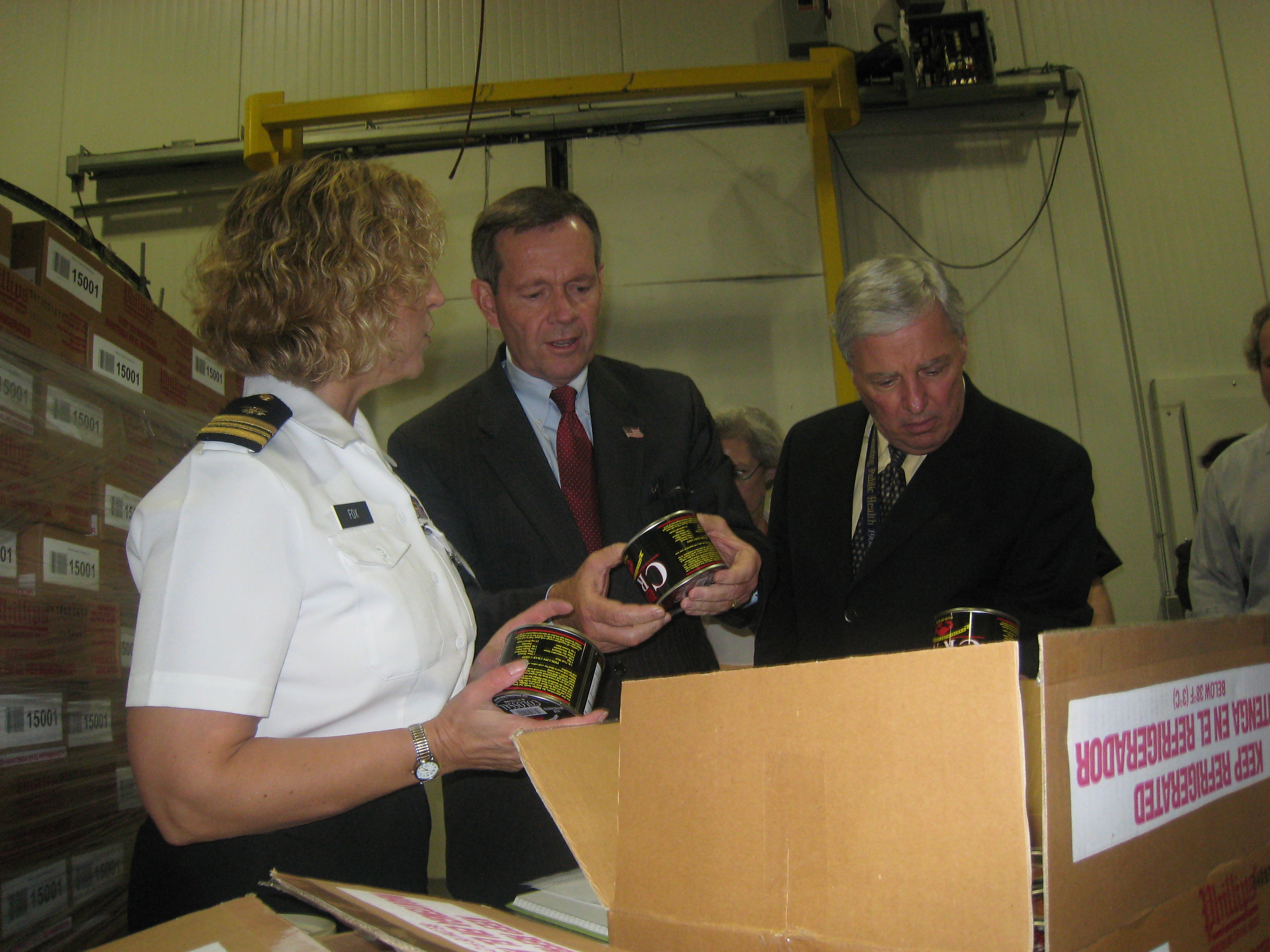
FDA検査官は、:en:Phillips Foods, Inc. and Seafood Restaurantsが所有するメリーランド州ボルチモアの加工施設で、HHSのマイクレビット長官とFDA委員のアンドリューフォンエッシェンバッハに、シーフード検査プロセスの概要を説明している。

FDAは、食品が製造、加工、包装、または保管されている施設を検査する権限を持っている  。汚染の検索では、FDAは通常、感覚刺激検査法（organoleptic inspection method）を用いる。これは、目視とにおいによって汚染と腐敗を見分けられるよう訓練された調査員によって行われる。 この検査が完了すると、FDAは発見された問題の詳細を記載した「Establishment Inspection Report」（EIR） を作成する。 問題が見つかった場合、FDAは検査対象施設の所有者に、それらの問題を解決する方法を指示する。 FDAの検査官は、明確に禁止されていない限り、施設の写真を撮ることがあり、施設の所有者は、検査中に生じる質問に答えるために従業員を提供する必要がある。施設の所有者が、FDAの検査官が対象施設またはその一部に立ち入ることを許可しない場合、FDAは立入るための捜索令状を取得する場合がある。 
裁判所は、所有者が検査に異議を唱えず、検査官の立ち入りを妨げない限り、法に違反する資料を押収するための令状を要求しないと判断した。 さらに、不合理な捜索・押収の問題を挙げることなく所有者に対する裁判で使用することができる米国憲法修正第4条の問題で、問題の業界は厳しく規制されていることがわかっている。つまり、そのような施設の所有者は、法律の対象となる種類の施設に関してプライバシーを期待していない。 

#### アクションレベル
ほぼすべての食品では、ある程度の汚染の存在は避けられない。 技術的には、FDAはすべての食品を顕微鏡で検査することで、カビ、昆虫の破片、げっ歯類の毛などの識別可能な痕跡を含むことを確認し、すべての食品の販売を事実上禁止することができる。そうならないために、FDAは「アクションレベル」を設定している。これは、FDAがそのサンプルに対してアクションを実行する前に、検出する必要がある特定の汚染物質の最小量を指定する。 FDAは、Webサイトで現在のすべてのアクションレベルのリストを公開している。FDAは、アフラトキシン 、鉛 、水銀などの人工化学物質のアクションレベルも確立し、同様にWebサイトで管理している 。

### 誤ったブランドの食品
法律の下で食品のブランド表示が誤っている（Misbranded food）と見なされる主な根拠は、「その表示が虚偽である、または特定の誤解を招く」場合 である。ラベルは法律の別の場所で定義されており 、以下が含まれる。 
...すべてのラベルおよびその他の書面、印刷、またはグラフィックの事項 
1. 物質またはその容器または包装のいずれか
2. そのような物質に伴う

この定義の第2部では、その物質の利点について虚偽の主張をする冊子またはパンフレットと一緒に販売されている食品物質が誤ったブランドであると判断された 。食物について虚偽の主張をする冊子がその食物と一緒に販売されている場合、たとえ著者が食物と一緒に冊子を販売するつもりがなくても、冊子自体も押収されて破棄される可能性がある 。ただし、たまたま店が食品とその食品について虚偽の主張をする冊子の両方を販売しており、それらを個別に販売している場合は、ブランドの誤りは発生しない。 これは、書籍と食品の両方が同じ会社によって生産されている場合でも、食品のメーカーが販売者に本を持ち歩くように勧めている場合でも同様である 。 
食品のブランド表示が誤っているかどうかの判断に関しては、FDAは広告ではなくラベル表示のみを監視し、代わりに連邦取引委員会の権限の対象となる。 ただし、FDAは製品の広告を確認して、製造業者または販売業者がその特性について行っている主張に基づいて、食品または医薬品として規制されるかどうかを判断する。 

#### 同一性の基準
FDAは、あらゆる食品の同一性の基準（standard of identity ）を発行する権限がある。 これは、特定の名前で識別されるために、正確にその食品に含まれている必要があるものの説明で、たとえば、裁判所は、製品がクリームチーズとして販売されるためには、指定された最小割合の乳脂肪と最大レベルの水分を含まなければならないというFDAの判決を支持した。同一性の基準が確立されている名前で食品を誤って識別することは、誤ったブランド表示の一形態と見なされる。 FDAは300近くのそのような基準を定めている 。しかし、最近数十年で、新しいタイプの食品を販売する企業は、 既存の基準に適合しない食品に新しい名前（Cool WhipやCheetosなど）を付けるだけで、これらの基準の重要性を減じた。 

#### 健康強調表示
栄養補助食品以外の食品について作成できる健康強調表示（health claim)には、機能・構造強調表示（structure/function claim）と病気の主張（disease claim）の2種類がある。機能・構造強調表示は、食品が特定の病気を診断、治療、または予防できることを示唆していないが、たとえば正常な健康な身体機能を維持、調節、または促進できるという主張。 そのような主張が行われる場合、食品は一般に、その主張がFDAによって評価されていないことを示す免責事項をラベルに記載する必要がある。 
病気の主張は、食物が特定の病気の予防に役立つことを示唆する。 このような主張は、FDAが「重要な科学的合意」があると判断した場合、または別の連邦保健機関または国立科学アカデミーによって承認された場合にのみ許可される。 

## 食品添加物
食品添加物は、法で次のように定義されている： 
...意図された使用が直接的または間接的に、成分になること、または他の方法で食品の特性に影響を及ぼすことをもたらす、または合理的に予想される物質...
この定義は、「食品の生産、製造、梱包、加工、準備、処理、包装、輸送、または保持に使用することを目的とする物質」など、「食品」とは従来考えられていなかったもののいくつかの広範なカテゴリをとらえている 。この定義は、問題の物質が有資格の専門家によって「安全であると一般に認識されていない」場合にのみ適用され、1958年1月1日より前に食品として一般的に使用されていた物質も除外する。 
この法律は、農薬化学物質とその残留物 、着色料、他の法律で以前に承認された物質 、新しい動物用医薬品、およびダイエットサプリメント が含まれる。法令は、食品添加物が安全であることが証明されるまで、一般的に安全でないと推定される（したがって禁止される）ことを指示している 。しかし、その後、法令は、これまで承認されていない食品添加物を使用しようとする人が「そのような添加物を安全に使用できる条件を規定する規則の発行」を請願できる規制スキームを定めている 。 

### デラニー条項
1958年に最初に制定されたデラニー条項（Delaney clause）は、FDAが発がん性を示す食品添加物を承認することを禁止している 。改正案の通過時点では、多種多様な添加物の発がん性向についてはほとんど知られていなかった。この改正の施行後、人間が消費する可能性のある割合をはるかに超える用量にさらされた実験ではあるが、実験動物において、ますます多くの物質が潜在的に発がん性であることが示された。 1982年、FDAは、添加剤自体、およびそれを作るために使用された構成化学物質によって、がんを引き起こすことが示されない限り、食品添加物はデラニー条項の下で承認を拒否されないという規則を採用することで、この傾向に対応した 。発がん性があることが知られている化合物で製造された食品着色料のFDA承認後、このポリシーは後に裁判所で異議を申し立てられた。 アメリカ合衆国第6巡回区控訴裁判所は、FDAによる食品着色料の承認を支持した。 

## 添加物質
添加物質（Added substance)は、法律では個別に定義されていないが、不純物を含む食品の定義。および後のセクションで食物に加えられる有害物質の定義  に基づいて、食品自体とは異なると理解されている。「そのような物質がその製造に必要である場合、または適正な製造慣行によって回避できない場合を除き」禁止されている 。魚に人為的な汚染物質が存在するなど、食品中の添加物質は避けられないことが多いため、FDAは「公衆の健康保護に必要な程度にその量を制限する規制を公布する必要がある」 。毒性物質または有害物質に関して上記で議論された行動レベルは、これらの追加された物質にも対処する。 添加物質は、食品添加物とは異なり、食品添加物は意図的に食品に添加されるものに適用されるため、食品に添加される前にFDAの承認が必要となる。 

## 栄養補助食品
1994年の栄養補助食品健康教育法（Dietary Supplement Health and Education Act; DSHEA）は、FDAが栄養補助食品を薬物ではなく食品として規制することを義務付けた。 その結果、栄養補助食品は、法律の下で食品の一種として定義されている。事情がそれを許すならば、これは、他の食品が免除されているような方法で医薬品として扱われるからそれらを免除しないことを警告している 。 
他の食品物質と同様に、栄養補助食品は、医薬品に課せられる安全性および有効性の試験要件の対象ではない。また、医薬品とは異なり、FDAによる事前の承認は不要である。ただし、栄養補助食品は、粗悪品および不当表示に関するFDA規制の対象である。 FDAは、サプリメントが安全でないことが証明された後にのみ、栄養補助食品に対して措置を講じることができる。 栄養補助食品が、新薬が対象となる臨床試験を受けずに、医薬品として特徴づけられる方法で販売されている場合、誤ったブランドと見なされる場合がある。 栄養補助食品の製造業者は、これらの製品のラベルに「機能・構造強調表示（structure or function claims）」と呼ばれる健康上の利点について特定の表示をすることが許可されている。 病気の治療、診断、治癒、予防を強調していない可能性があり、ラベルに免責事項を含める必要がある 。栄養補助食品の販売に関連して製造業者が構造または機能を表示する場合、製造業者は、その製品を市場に導入してから30日以内にFDAに通知する必要がある。 
食品または栄養補助食品が病気を予防するために作用するという強調表示は、その主張について「重要な科学的合意」がある場合、または国立科学アカデミーなどの「人間の栄養に直接関係する公衆衛生の保護または研究に対して公的な責任を持つ科学団体」によって承認された場合に可能となる 。 

消費者保護と製品テストグループであるコンシューマ・レポートは次のように述べている： 
They can be ineffective, contaminated with microbes or heavy metals, dangerously mislabeled, or intentionally spiked with illegal or prescription drugs. They can also cause harmful side effects by themselves and interact with prescription medication in ways that make those drugs less effective. [...] According to a 2015 nationally representative Consumer Reports survey, almost half of American adults think that supplement makers test their products for efficacy, and more than half believe that manufacturers prove their products are safe before selling them.（効果がなく、微生物や重金属で汚染されていたり、危険な誤った表示がされていたり、違法薬物や処方薬が意図的に混入されていることがある。 また、摂取により有害な副作用を引き起こしたり、処方薬と相互作用することで薬の効果を低下させる可能性もある。 [中略] 2015年の全国的なコンシューマ・レポート調査によると、アメリカの成人のほぼ半数は、サプリメントメーカーが製品の有効性をテストし、メーカーが製品を販売する前に安全であることを証明する、と考えている。）
 2019年2月、 スコット・ゴットリーブは、医療機関は健康強調表示に対してより強力な権限が必要であり、FDAは12社に対し自社の製品が病気を治すことができると強調表示するのをやめるよう警告したと述べた。 1994年に制定された現在の法律は、製品が安全でないことを証明することを機関に要求している。 製造業者は、新製品を機関に通知する必要があるが、成分については通知しない。 2019年、米国市場には、機関の監視能力を超えて50,000〜80,000の栄養補助食品があった。 責任栄養評議会（Council for Responsible Nutrition）は 、このセクターがより強い規制を必要とするという提案に反対した 。 

## 違反の禁止と取り扱い
この法律は、「食品の州間取引への導入のための導入、または配送...粗悪品または不当表示」  、および食品の実際の不純化または不当表示 を明示的に禁止している。同法はさらに、FDAが粗悪品またはブランドの誤った食品の流通を防止するために行使できる幅広い権限を規定している。 法令で定められた明示的な権限に加えて、FDAは警告書やリコール命令の発行など、特定の暗黙の権限を行使する。 
違反に応じてFDAが実行できる手順には、以下が含まれる。： 
1. 懸念事項を示す「無題の手紙（untitled letter）」を違反者に送信し、違反者が懸念事項に対処する方法を詳述した応答を要求 [46]
2. 違反者に警告書を送付し、違反を明確に特定し、違反への対処方法を詳述した応答を要求[47]
3. プレスリリースの発行、 記者会見の開催、通知の掲示、または違反を一般に知らせるための同様の措置を講じる。 広報の利用は法によって明示的に許可されており[48] 、裁判所は、FDAが違反の疑いのある者にこの措置の使用前に通知または機会を与える必要はないと判断した [49]。FDAが品物を不当に悪用したと感じた当事者は、 名誉棄損の訴訟を起こす可能性があるが、そのような訴訟は成功していない[6]。
4. 違反者または偽ブランドの製品をリコールするよう、違反者に命令する。 FDAにはリコールを命令する正式な権限はないが、そのような命令を受け取った企業は、FDAのより厳しい執行力の呼び出しを回避するために、ほとんど常にそれに準拠する 。
5. 違反者に、第三者へ販売するその製品を破棄し、それらの当事者に賠償を提供するように命じる。 FDAもこの慣行に対する法的権限を欠いているが、同意令により利益を放棄するように違反者を強制することができる。 裁判所はまた、要求に応じて、権利放棄と返還を命じる平等な権限があるとした [50]。
6. 米国地方裁判所請願を発行する差止請求権で認められているように[51]、違反に対しては法に違反する食品の押収を命令する [52] 。FDAは常に公益に基づいて行動しているため、個人の訴訟を行う予備的および永久的な差止命令による救済を得るための負担が容易である。または誤解を招く製品は、取り返しがつかないと思われる [53]。
7. FDAが、誤ってブランド化された食品が健康に危険であるか、消費者に商業的傷害をもたらすような不正行為であると信じる可能性がある場合、裁判所命令を取得する前に、問題のある食品を押収する[54]。この場合、食品の所有者は、地元の米国地方裁判所で訴訟を開始することにより、押収された食品の回収を後で求めることができる 。
8. 違反者に課せられる可能性のある刑事罰を求める。これには、最大1年の懲役および初犯に対して最高1,000ドルの罰金が含まれる [55]。物議を醸すように、法律に違反した会社の社長は、たとえ違反についての個人的な知識を持っていなくても、刑事責任を負うと認定されるかもしれない点は、物議をかもしている [56]。この法律は、新薬の承認申請に関連する特定の違反に対する民事罰を規定しているが、食品に関連する違反に対する民事罰は規定していない[57]。

食品に不純物が混入していることが判明した場合、FDAは所有者に食品を「再調整（recondition）」する機会を提供する選択肢もある。つまり、すべての痕跡と汚染を除去し、販売が承認される可能性がある。同様に、食品のブランド表示が誤っている場合、FDAは所有者に表示を修正する機会を提供し、誤解を招かない新しい表示で食品を市場に送り返すことができる。 